# محمود طوالبة

محمود طوالبة

محمود أحمد محمود طوالبة (.19 مارس 1979 - 20 ابريل 2002) قائد سرايا القدس الجناح العسكري لحركة الجهاد الإسلامي في فلسطين، وأحد ابرز قادة معركة الدفاع عن مخيم جنين.

## حياته

محمود طوالبة برفقة إبنته دعاء

ولد محمود طوالبة في مخيم جنين بتاريخ 19 مارس 1979  ميلادي، تلقى تعليمه الأساسي والإعدادي في مدرسة وكالة الغوث قبل أن يتفرغ للعمل في مجال البناء، في أحد المحلات التجارية بمدينة جنين.
عرف محمود طوالبة بالتزامه الديني وشارك في النشاطات الدعوية الدينية.
تزوج من س. جودت أبو الوفا ورزق بطفلين ولد وبنت، واطلق على البنت اسم (دعاء)، وولد أطلق عليه اسم (عبد الله)، وبقيت حياة طوالبة عادية حتى اندلاع انتفاضة الأقصى.

## محمود طوالبة وانتفاضة الأقصى
بعد انطلاق انتفاضة الأقصى عام 2000، بدأ دور طوالبة المميز في هذه الانتفاضة، فالتحق في صفوف حركة الجهاد الإسلامي بعد تعرفه على محمد بشارات أحد مقاتلي حركة الجهاد الإسلامي، وبدأ المشاركة في عمليات إطلاق النار على حواجز الاحتلال الإسرائيلي، وعلى الطرق الالتفافية التي كانت تمر منها سيارات المستوطنين اليهود وآليات الجيش الإسرائيلي.
وبعد فترة من العمل العسكري في صفوف سرايا القدس، أصبح طوالبة قائد سرايا القدس في مخيم جنين، وقام بتجهيز الكثير من الفدائيين الذين كانوا يفجرون انفسهم في الداخل الفلسطيني المحتل، وقد اسفرت هذه العمليات عن حصد ارواح حوالي 38 قتيل و263 جريح في صفوف الصهاينة.
اعتقلته السلطة الفلسطينية في عام 2001 ، وتبع هذه الحادثة عدة مظاهرات أمام المركز الأمني الذي احتجز فيه، فنقلته السلطة إلى معتقل اخر في مدينة طولكرم. لاحقا قصف جيش الاحتلال الإسرائيلي سجن طولكرم بهدف القضاء على من فيه، وتمكن طوالبة من الهروب.
بعدها تعرض طوالبة لعدة محاولات الاغتيال من قبل جيش الاحتلال الإسرائيلي باءت كلها بالفشل، واعتبر وحدا من أبرز المطلوبين لإسرائيل في الضفة الغربية.

## توازن الرعب بدلاً من موازين القوى
آمن محمود طوالبة بفكرة موازنة الرعب مع جيش الاحتلال الإسرائيلي بدلاً من موازنة العدة والعتاد، فقام بالتخطيط والدراسة لكيفية قض مضاجع الاحتلال الإسرائيلي، ووجد من العمليات الفدائية كطريقة مثلى لموازنة الرعب، فقام بإرسال عدة فدائيين إلى داخل الخط الأخضر.
تخصصَ طوالبة في تصنيع المتفجرات والعبوات الناسفة والاحزمة الناسفة والقنابل اليدوية. يقول الأسير ثابت مرداوي وهو أحد مقاتلي معركة مخيم جنين: ((أما على صعيد المواد المتفجرة اللازمة لإعداد العبوات بأنواعها المختلفة، فقد انصبت جهودنا في تحضير مادة قوية وبكميات ضخمة قياسا بعامل الزمن والإمكانات. وهذه المادة تحضر من مادتين فرعيتين حيث تم شراء ما يقارب ثلاثة أطنان من كل مادة والطاقم المختص في هذا الجانب الذي كان على رأسه البطل القائد محمود طوالبة هو الذي كان يصل الليل بالنهار حتى استطاع أن يجهز طنين من هذه المادة بشكلها النهائي في غضون عشرة أيام فقط.))
قدّر عدد العمليات بأكثر من 12 عملية فدائية. أرسل محمود طوالبة شقيقه الأصغر (مراد طوالبة) إلى مدينة حيفا المحتلة لكي يفجر نفسه، ولكن الحزام لم ينفجر، فقام شقيقه بالاتصال بمحمود طوالبة واخبره ان الحزام الناسف لم ينفجر، فقام محمود طوالبة باغلاق الهاتف في وجهه، وبعدها حاصرات قوات جيش الاحتلال الإسرائيلي شقيقه مراد واعتقلته.[بحاجة لمصدر]

## معركة مخيم جنين
زرع طوالبة الألغام في بيته وعدة بيوت في مخيم جنين بعد إخلائها من السكان، من أجل تفجيرها عند دخول جنود جيش الاحتلال. لاحظ طوالبة بقاء جنود في بيته، فألقى قنابل يدوية على البيت مما أدى إلى مقتل اربع جنود من جنود الاحتلال الإسرائيلي.
كان القضاء على محمود طوالبة أحد اهداف الجيش الإسرائيلي في معركة جنين،، وخاض محمود طوالبة ورفاقه من كافة الفصائل الفلسطينية معركة الدفاع عن مخيم جنين، وأوقعوا خسائر في القوات المهاجمة واستطاعوا حصد ارواح الكثير منهم (58 جندي من جيش الاحتلال).
يقول والد محمود طوالبة في تسجيل مصور: حكى معاه رمضان شلح، قله يا محمود انسحب المعركة كر وفر، فرد عليه محمود قائلا:(المعركة عندي كر ما فيها فر، أنا بدي افر من اليهودي اللي انا كنت اوديله ناس يفجروا حالهم فيه؟!)
بعد نفاذ ذخيرة المدافعين عن المخيم بعد 15 يوما القتال، حوصر المقاومون، واعتقل بعضهم، واستشهد آخرون.[بحاجة لمصدر]

## محمود على موعد مع الشهادة
عن استشهاد طوالبة ورفاقه يوضح بيان النعي الصادر عن حركة الجهاد الإسلامي في فلسطين أن
«بعد مقاومة عنيفة وضارية من المجاهدين لعدة أيام، استطاع العدو تشخيص المكان الذي يتواجد فيه القائد الفارس محمود طوالبة، عقب الكمين البطولي الذي نفذه المجاهدون الأبطال ضد جنود الاحتلال، وقُتل فيه على الفور 13 جندي إسرائيليا وأصيب 7 آخرون، وقد ارتفع عدد القتلى لاحقاً إلى خمسة عشر جندياً باعتراف العدو، بعد هذه العملية البطولية النوعية والجريئة صب العدو جحيم ناره بصواريخ»الأباتشي«ومدافع الدبابات على المكان الذي تواجد فيه القائد محمود طوالبة مع عشرات المجاهدين، مما أسفر عن قتله مع العديد من إخوانه الأبطال».
ولم يستطع اهله التعرف على جثته بعد ازالة الانقاض.

## مقولات
- (بحمد الله تمكن مقاتلينا من كافة التنظيمات والقوى الذين اتحدوا تحت اسم المقاومة الوطنية والإسلامية من توحيد قدراتهم وحشدها وابتداع مفاجئات كثيرة للصهاينة، وفي مقدمتها العبوات التي اعطبت عدة دبابات، وهو ما اكده شهود عيان داخل المخيم فقد اوقفت العبوات تقدم الدبابات واصابتها بشكل مباشر.)[5]
- كان طوالبة في المعركة يخطط لزرع عبوة متفجرة تزن 70 كيلو غرام في طريق دبابة من نوع ميركافا كانت في المنطقة، فقال له أحد المقاتلين:(لماذا لا نستهدف الجرافة؟!)، فقال له محمود:(لا سنزرعها للميركافا لان فيها عدد أكبر من الجنود، كما أن تدمير دبابة ميركافا قد يلغي عقود بيعها لدول مثل تركيا واليابان مما يعود بالضرر على الكيان الصهيوني).[6]

مسجد محمود طوالبة

## مسجد باسم محمود طوالبة
قامت جمعية الأحسان الخيرية فرع جنين بالمشاركة مع الهيئة الخيرية لإغاثة الشعب الفلسطيني عام 2005 ميلادي بتشييد مشروع بناء مسجد محمود طوالبة.